# Dominga González Martínez
Dominga González Martínez es una activista indígena náhuatl originaria del Estado de México, defensora  del agua en San Pedro Tlanixco y miembro del Comisariado Ejidal de San Pedro Tlanixco. Fue sentenciada a 50 años de prisión el 27 de noviembre de 2017 por acusaciones de presunto homicidio y privación de libertad al empresario Alejandro Isaak Basso. El arresto se realizó el 9 de julio de 2007.

## Antecedentes
En los años 80 arribaron al municipio de Villa Guerrero, vecino de la población de San Pedro Tlanixco, grandes empresas floricultoras con las que se mantuvieron disputas por el uso del Río Texcaltenco, que nace en Tlanixco. Posteriormente, en el año 2002, se creó el oficio BOO.E.12.1.0.2.-00971, que indicó que la Comisión Nacional del Agua concesionó el Río Texcaltenco a empresarios de Villa Guerrero y otorgó a la población de Tlaxiaco la concesión del uso de cuatro manantiales de agua para sus necesidades personales y de riego. Sin embargo, años más tarde y sin previo aviso, se les invalidó la concesión, que pasó a ser propiedad de Villa Guerrero, motivo que generó un movimiento de resistencia y organización al interior de Tlanixco.
El primero de abril del año 2003, representantes de la Asociación de Floricultores de Villa Guerrero, ingresaron a Tlanixco y acusaron a su población de ensuciar el agua del río. En respuesta a este incidente y como parte de las tradiciones del pueblo, se replicaron las campanas de la iglesia para alertar de lo que estaba sucediendo. Así, más de 300 pobladores acudieron al llamado para defenderse de las acusaciones y amenazas. Como resultado de este incidente, muere el empresario Alejandro Isaak Basso, en una situación confusa: mientras los empresario de Villa Guerrero acusaron de un linchamiento, los pobladores de Tlanixco argumentaron una caída accidental por un barranco.

## Caso judicial

### Arresto
En lugar de que se llevara a cabo una investigación, las autoridades comenzaron una serie de redadas y detenciones para intimidar a la comunidad. Así, fueron arrestados cinco defensores del agua: Rómulo Arias Mireles, Teófilo Pérez González , Pedro Sánchez Berriozabal, Lorenzo Sánchez Berriozabal y Marco Antonio Pérez González en 2006.
Por último Dominga fue arrestada sin previo aviso la noche del 9 de julio de 2007 frente a la mirada de sus hijas, en un operativo donde participaron 30 patrullas ministeriales encapuchadas y sin identificarse las que portaban armas largas. La activista indígena fue llevada al Centro Penitenciario y de Readaptación Social Santiago, en Almoloya.
El caso de Dominga González Martínez estuvo marcado por inconsistencias y contradicciones. De acuerdo con el Centro de Derechos Humanos Zeferino Ladrillero, no existieron las pruebas ni elementos consistentes para sentenciar a la defensora del agua. Los integrantes de la organización afirmaron que el Juez Primero Penal de Primera Instancia de Toluca, con sede en Almoloya de Juárez, determinó la pena máxima para Dominga, a partir de los siguientes tres argumentos: 
- Por alegar ser defensora de derechos humanos
- Por no considerarla indígena
- Por defender los usos y costumbres.[4]

### Inconsistencias del juicio
El juicio ante el primer tribunal de Toluca utilizó pruebas de testigos que no estuvieron presentes en el momento del incidente.  Un testigo de la acusación tiempo después, reconoció  que los testigos de la acusación habían sido entrenados por la hermana de Alejandro Issak Basso para acusar a Dominga y a los defensores arrestados. Dominga mostró pruebas del día del los hechos; ella se encontraba en la iglesia con otras dos mujeres, sin embargo, el juez ignoró las evidencias presentadas: 
Durante los primeros cuatro años de prisión de Dominga González Martínez, no se mencionó la participación de ninguna mujer en el incidente. Más tarde, en 2007, un testigo declaró haber visto a una mujer indígena pequeña de pelo oscuro en el grupo presuntamente responsable de la muerte de Issak Basso. Esta fue la única prueba que relacionó a Dominga González Martínez con el presunto delito. Se presentó un recurso el 28 de mayo de 2018, y se dictará sentencia en un plazo de 12 meses.

### Liberación
El 17 de febrero de 2019, un juez penal del Distrito Judicial de Toluca decidió el sobreseimiento de la causa penal 32/2003, sobre las acusaciones de asesinato contra Dominga González, Marco Antonio Pérez y Lorenzo Sánchez, de los cuales determinó su liberación. Las evidencias que probaron la inocencia de los defensores del agua, incluyeron el reconocimiento por parte del tribunal de que Tlanixco es una comunidad indígena. La decisión, tuvo como influencia los llamados internacionales y las observaciones de órganos y mecanismos de las Naciones Unidas. Así, a  solicitud del Congreso del Estado de México, la Fiscalía General de Justicia eliminó los cargos, excepto para los defensores de los derechos indígenas Rómulo Arias Mireles, Teófilo Pérez González y Pedro Sánchez Berriozabal quienes siguen encarcelados dada la existencia de sentencias penales definitivas en su contra.